# Ключевское сельское поселение (Омская область)
Ключевское се́льское поселе́ние — муниципальное образование в Омском районе Омской области Российской Федерации.
Административный центр — посёлок Ключи.

## История
Статус и границы сельского поселения установлены Законом Омской области от 30 июля 2004 года № 548-ОЗ «О границах и статусе муниципальных образований Омской области»

## Население
| 2006  | 2010  | 2011  | 2012  | 2013  | 2014  | 2015  |
| ----- | ----- | ----- | ----- | ----- | ----- | ----- |
| 5539  | ↘5061 | ↗5072 | ↗5183 | ↘5177 | ↗5190 | ↘5130 |
| 2016  | 2017  | 2018  | 2019  | 2020  | 2021  | 2023  |
| ↘5070 | ↘4971 | ↘4947 | ↘4886 | ↘4812 | ↘4749 | ↘4745 |

## Состав сельского поселения
| № | Населённый пункт | Тип населённого пункта          | Население |
| - | ---------------- | ------------------------------- | --------- |
| 1 | Ключи            | посёлок, административный центр | ↘3312     |
| 2 | Харино           | село                            | ↗1437     |